# Anthophylax cyaneus
Anthophylax cyaneus är en skalbaggsart som först beskrevs av Samuel Stehman Haldeman 1848.  Anthophylax cyaneus ingår i släktet Anthophylax och familjen långhorningar. Inga underarter finns listade i Catalogue of Life.